# Dubbie Bowie
Russell „Dubbie“ Bowie (* 24. August 1880 in Montreal, Québec; † 8. April 1959) war ein kanadischer Eishockeyspieler, der heute als einer der besten Spieler in der Zeit vor der Gründung der National Hockey League angesehen wird.

## Karriere
Als Teenager in den 1890er Jahren spielte Bowie für verschiedenste Amateur-Teams aus Montreal, ab 1896 dann für die Montreal Victorias aus der Canadian Amateur Hockey League und später der Eastern Canada Amateur Hockey Association, für die er bis zu seinem Karriereende 1909 auf dem Eis stand. In 80 Ligaspielen gelang ihm die bisher unerreichte Marke von 234 Toren, des Weiteren gewann er mit den Victorias als 18-Jähriger den letzten Stanley Cup in der Geschichte des Clubs.
Am 20. Februar 1901 erzielte der Stürmer sieben Tore in einem Spiel, zwei Wochen später traf er sechsmal gegen die Montreal Shamrocks. Am Ende der Saison war es ihm gelungen, 24 Treffer zu erzielen, was drei Tore pro Spiel und 14 Tore mehr als der zweitbeste Spieler in der Torschützenliste bedeutete.
Jedoch spielte Bowie entgegen allen Angeboten niemals professionelles Eishockey, dazu sagte er nach seinem Karriereende: “I am an amateur, was an amateur, and will die an amateur” („Ich bin ein Amateur, war ein Amateur und werde auch als Amateur sterben“). 1907 wurde er beschuldigt, Geld von den Montreal Wanderers genommen zu haben, später stellte sich heraus, dass die Wanderes ihm neben einem Angebot, bei ihnen zu spielen, ein Piano schenkten, um einen weiteren Anreiz zu geben.
Mit der Gründung der professionellen National Hockey Association 1909 und dem damit verbundenen Sturz der Wanderers in die Bedeutungslosigkeit trat Russell Bowie vom Eishockeysport zurück. Bis 1910 absolvierte er jedoch noch zehn Spiele für seinen alten Club, dann beendete eine Verletzung endgültig seine Karriere. Nach seiner aktiven Laufbahn arbeitete er vor allem als Schiedsrichter.
1947 wurde Dubbie Bowie als einer der ersten Spieler in die neu gegründete Hockey Hall of Fame aufgenommen.